# دمیرپینار (مرزیفون)
دمیرپینار (به ترکی استانبولی: Demirpınar) یک منطقهٔ مسکونی در ترکیه است که در مرزیفون واقع شده‌است.